# Szaja Goldblums murstenshus
Szaja Goldblums murstenshus (polsk Kamienica Szai Goldbluma) ligger ved Piotrkowska-gaden 99 i Łódź.
Bygningen blev rejst i 1898 efter tegninger af Gustaw Landau-Gutenteger. Den har fire etager og nygotisk elevation. 
Murstenshusets asymmetriske komposition er karakteristisk for bygninger fra epoken. Den har mansardtag, og under dette en gesims med en arkadefrise. På facadens højre side findes et karnap som dækkes af en halvkuppel med et lille tårn. I stueetagen findes også store udstillingsvinduer.
51°46′54.94″N 19°27′25.24″Ø / 51.7819278°N 19.4570111°Ø